# Comuna Pistruieni, Telenești
Comuna Pistruieni este o comună din raionul Telenești, Republica Moldova. Este formată din satele Pistruieni (sat-reședință), Hîrtop și Pistruienii Noi.

## Demografie
Conform datelor recensământului din 2014, comuna are o populație de 994 de locuitori. La recensământul din 2004 erau 1.172 de locuitori.

## Administrație și politică
Componența Consiliului local Pistruieni (9 consilieri), ales la 5 noiembrie 2023, este următoarea:
|  | Partid                                            | Consilieri | Componență | Componență | Componență | Componență | Componență |
|  | ------------------------------------------------- | ---------- | ---------- | ---------- | ---------- | ---------- | ---------- |
|  | Partidul Liberal Democrat din Moldova             | 5          |            |            |            |            |            |
|  | Alianța Liberalilor și Democraților pentru Europa | 2          |            |            |            |            |            |
|  | Partidul Acțiune și Solidaritate                  | 1          |            |            |            |            |            |
|  | Partidul Socialiștilor din Republica Moldova      | 1          |            |            |            |            |            |